# Bicyclus istaris
Bicyclus istaris är en fjärilsart som beskrevs av Carl Plötz 1880. Bicyclus istaris ingår i släktet Bicyclus och familjen praktfjärilar. Inga underarter finns listade i Catalogue of Life.